# تايشان هايدن سميث
تايشان سامي هايدن سميث (مواليد 23 سبتمبر 1996) هو لاعب كرة قدم إنجليزي وبستاني. يلعب كلاعب وسط في نادي بيدفونت سبورتس. وُلد في إنجلترا. بالإضافة إلى إنجلترا، لعب في النمسا وقبرص.

## الحياة المبكرة
وُلِد تايشان هايدن سميث لأم مصرية كويتية وأب جامايكي إيطالي، وتلقى تعليمه في كينسينغتون وتشيلسي.

## كرة القدم

### المسيرة الكروية
قبل النصف الثاني من موسم 2016-2017، وقع تايشان هايدن سميث مع نادي كيتزبوهيل النمساوي من الدرجة الرابعة، مساعداً إياهم على الفوز بالدوري، لكنه غادر بسبب حريق برج غرينفيل في إنجلترا.

### المسيرة الدولية
يحق لتايشان هايدن سميث تمثيل منتخب الكويت لكرة القدم ومنتخب جامايكا لكرة القدم ومنتخب إيطاليا لكرة القدم ومنتخب مصر لكرة القدم دوليًا، بالإضافة إلى منتخب إنجلترا لكرة القدم.

## البستنة
يعمل تايشان هايدن سميث أيضًا كبستاني وناشط. في أعقاب حريق برج غرينفيل، أنشأ حديقة مجتمعية محلية تُسمى حديقة غرينفيل للسلام. في عام 2020، أسس منظمة "انمو لتتعرف" غير الربحية مع خبير البستنة داني كلارك. في عام 2024، نشر هايدن سميث كتابًا عن البستنة بعنوان "ثورة المساحات الصغيرة".

## روابط خارجية
- تايشان هايدن سميث